# NGC 5525
NGC 5525 ist eine 12,8 mag helle linsenförmige Seyfertgalaxie (Typ 2) vom Hubble-Typ S0 im Sternbild Bärenhüter. Sie ist schätzungsweise 249 Millionen Lichtjahre von der Milchstraße entfernt und hat einen Durchmesser von etwa 110.000 Lj.
Das Objekt wurde am 3. Mai 1883 von Édouard Stephan entdeckt.